# Tell el-'Oueili
Tell el-'Oueili o Tell al-Awayli (àrab: تل العويلي, Tall al-ʿUwaylī) és un jaciment arqueològic tipus tel d'època neolítica situat a la governació de Dhi Qar, al sud de l'Iraq. El jaciment va ser excavat entre 1976 i 1989 per arqueòlegs francesos sota la direcció de Jean-Louis Huot. Les excavacions han revelat capes d'ocupació anteriors a les d'Èridu, cosa que converteix Tell el-'Oueili en el primer assentament humà conegut al sud de Mesopotàmia.
El lloc va ser observat i examinat per primera vegada per l'erudit francès André Parrot, que en aquell moment treballava a la propera citat arqueològica de Larsa. El 1976 i el 1978 hi van tenir lloc dues breus campanyes d'excavació que van ser el preludi de les campanyes regulars iniciades el 1981. Fins al 1989 s'hi van realitzar quatre campanyes més. Totes les excavacions van ser dirigides per l'arqueòleg francès Jean-Louis Huot.
El jaciment fa 200 metres de diàmetre i té aproximadament 5 metres d'alçada. Es troba a 3,5 quilòmetre al sud-est de Larsa, a la governació de Dhi Qar, al sud de l'Iraq. L'entorn d''Oueili es caracteritza per temperatures que poden arribar a més de 50 °C a l'estiu i a tenir un volum de precipitació menor a 250 mm anuals, fent que la zona no sigui apta per a l'agricultura de secà.
Tell el-'Oueili va ser ocupat durant el període d'Obeid. Les excavacions han revelat capes d'ocupació que daten des d'Obeid 0 (6500-5400 aC) fins a Obeid 4. La fase Obeid 0 es va descobrir per primera vegada en aquest jaciment, cosa que va fer que s'anomenés provisionalment "fase Oueili". Una prospecció superficial va mostrar que el lloc estava ocupat durant el període Uruk.